# Огильви, Александр Александрович (геофизик)
Александр Александрович Огильви (1915—2000) — доктор геолого-минералогических наук (1962), специалист в области инженерной геофизики, педагог.

## Биография
Родился 22.08.1915 года  в Пятигорске Потомок древнего шотландского рода. Закончил геофизический факультет МГРИ в 1939 году. Кандидат технических наук (1947).  С 1948 года работает в МГУ. Профессор (1965–1985), профессор-консультант (1985–2000) кафедры геофизических методов исследований земной коры геологического факультета.
Тема докторской диссертации «Геофизические методы исследований при инженерно-геологических и гидрогеологических изысканиях».

## Основные труды
- «Электрометрические и термометрические исследования при изучении фильтрации из водохранилища в условиях распространения трещиноватости скальных пород» (соавт., 1970),
- «Основы инженерной геофизики» (1990),
- «Геофизические методы исследований» (1962),
- «Сборник задач по курсу электроразведки» (соавт., 1964),
- «Сборник задач по геофизическим методам разведки» (соавт., 1985).

## Семья
- Отец - Александр Николаевич Огильви (1877 -1942), геолог